# المظیله
المظیله (به عربی: المظیلة) یک منطقهٔ مسکونی در تونس است که در استان قفصه واقع شده‌است. المظیله ۱۲٬۸۱۴ نفر جمعیت دارد.